# Letní olympijské hry mládeže 2010
Letní olympijské hry mládeže 2010, oficiálně I. letní olympijské hry mládeže (čínsky 第一届夏季青年奥林匹克运动会, tamilsky 2010 கோடைக்கால இளையோர் ஒலிம்பிக் விளையாட்டுக்கள், malajsky Sukan Olimpik Belia Musim Panas 2010), se konaly v Singapuru. Slavnostní zahájení proběhlo 14. srpna 2010, zakončení se pak uskutečnilo 26. srpna 2010.
Jednalo se o premiérový ročník Letních olympijských her mládeže, multisportovní a kulturní událost ve stylu tradičních olympijských her, kterou pořádal Mezinárodní olympijský výbor. Zúčastnilo se jí 3517 sportovců ve věku 14 až 18 let z 205 národních olympijských výborů, soutěžilo se ve 201 soutěžích ve 26 sportech. Z Česka se her zúčastnilo 38 sportovců.

## Volba pořadatele
Kandidaturu na pořadatelství her projevilo celkem jedenáct měst, z nich nakonec zažádalo devět měst. Z toho bylo vybráno do užšího výběru pět měst.
- Moskva
- Singapur
- Athény
- Bangkok
- Turín
- Kuala Lumpur
- Debrecín
- Poznaň
- Ciudad de Guatemala

Tento seznam byl dále zkrácen na dva finalisty. 21. února roku 2008 bylo zvoleno za hostitelské město Singapur.
| Město    | Stát     | První kolo |
| -------- | -------- | ---------- |
| Singapur | Singapur | 53         |
| Moskva   | Rusko    | 44         |

## Sportoviště

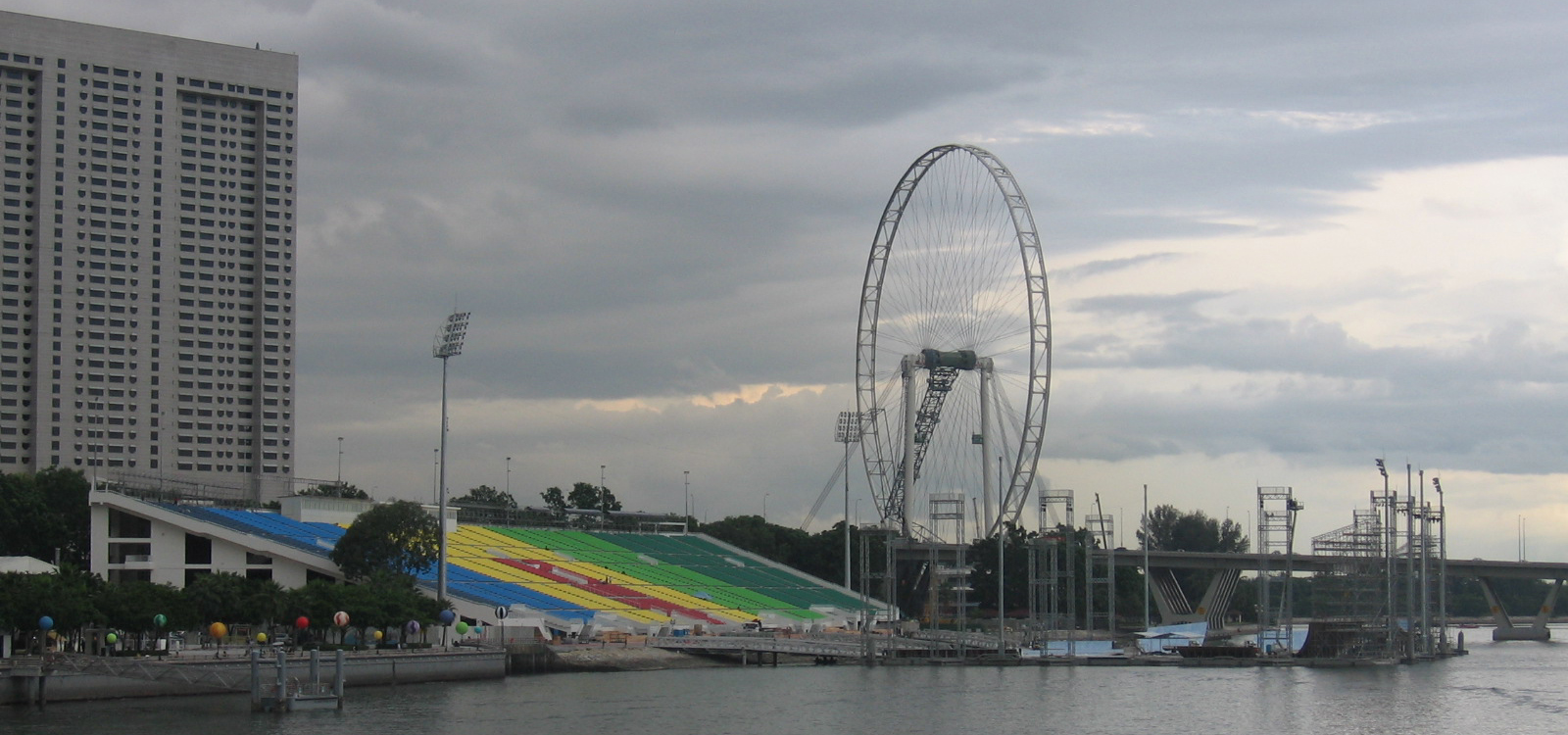
The Float at Marina Bay

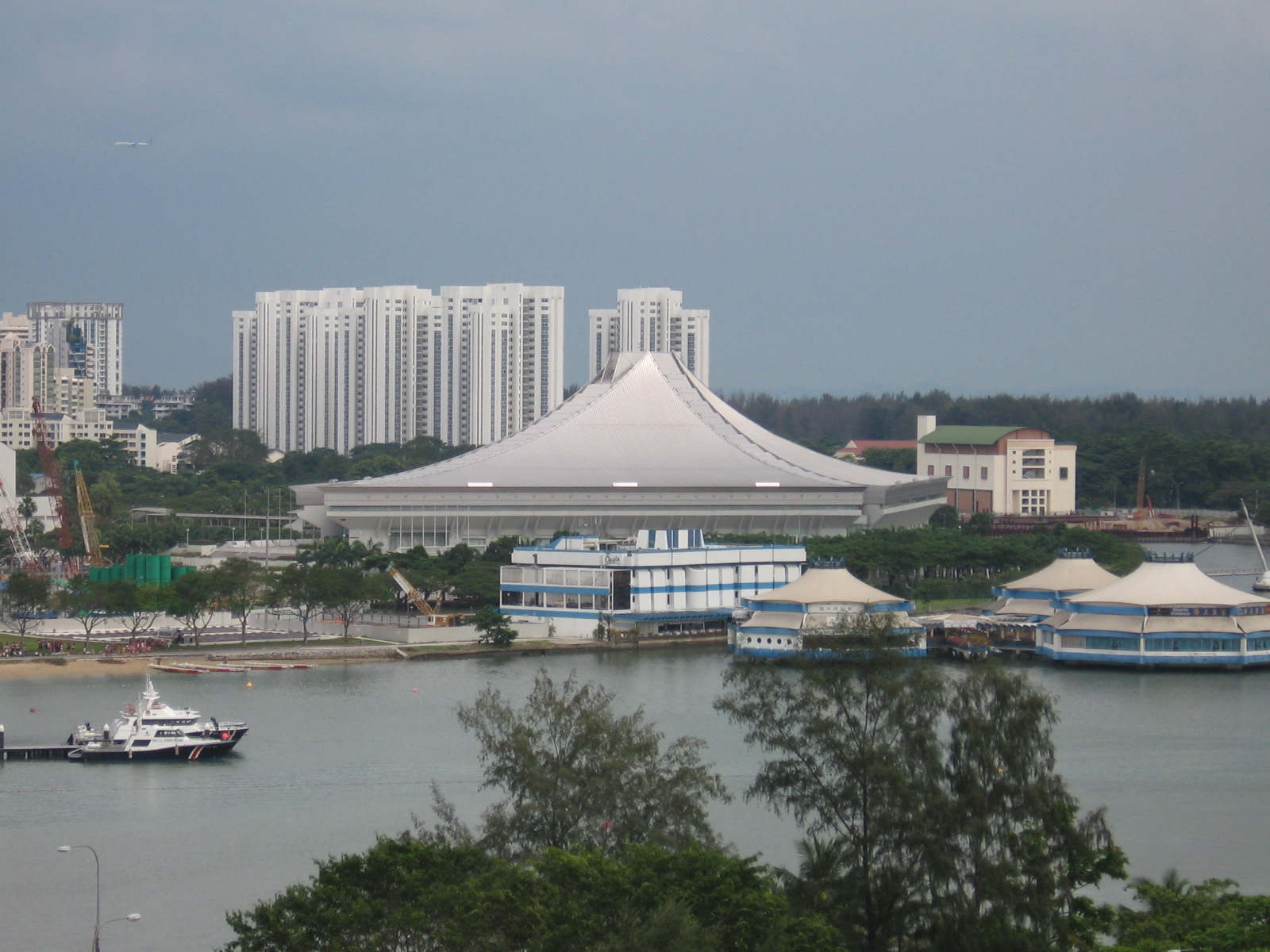
Singapore Indoor Stadium

- The Float at Marina Bay (cyklistika, slavnostní zahálení a zakončení LOHM 2010)
- *scape (basketbal)
- Bishan Sports Hall (gymnastika)
- Bishan Stadium (atletika)
- East Coast Park (triatlon)
- Suntec Singapore Convention and Exhibition Centre (box, házená, judo, šerm, taekwondo, zápas)
- Jalan Besar Stadium (fotbal)
- Kallang Field (lukostřelba)
- Kallang Tennis Centre (tenis)
- Marina Reservoir (kanoistika, veslování)
- National Sailing Centre (jachting)
- Sengkang Hockey Stadium (pozemní hokej)
- Singapore Indoor Stadium (badminton, stolní tenis)
- Singapore Sports School (moderní pětiboj, plavání, střelba)
- Singapore Turf Club (jezdectví)
- Tampines Bike Park (cyklistika)
- Toa Payoh Sports Hall (volejbal, vzpírání)
- Toa Payoh Swimming Complex (skoky do vody)

## Účast
Dvě stě čtyři ze všech 205 národních olympijských výborů (NOV), které byly v roce 2010 přihlášeni soutěžit na hrách. Olympijský výbor Kuvajt nebyl zastoupen, který byl pozastaveno od ledna 2010 kvůli údajné zasahování vlády. Nicméně, tři kuvajtští sportovci soutěžili v hrách pod olympijskou vlajku. Seznam všech zúčastněných NOV jsou zobrazeni níže. Počet závodníků v každé delegace je uveden v závorce.

## Soutěže
Hry představovaly 26 sportů s celkem 31 disciplín. Ty obsahovali dvě disciplíny v rámci klasifikace MOV o vodní sporty (potápění a plavání), a tři pod gymnastice (moderní, sportovní a trampolína).

### Sportovní odvětví
| - Atletika - Badminton - Basketbal - Box - Cyklistika - Fotbal - Gymnastika | - Házená - Jachting - Jezdectví - Judo - Kanoistika - Lukostřelba - Moderní pětiboj | - Pozemní hokej - Plavání - Skoky do vody - Stolní tenis - Střelba - Šerm - Taekwondo | - Tenis - Triatlon - Veslování - Volejbal - Vzpírání - Zápas |

### Kalendář soutěží
| UC | Úvodní ceremoniál | ● | Soutěžní den disciplíny | 1 | Finále disciplíny | ZC | Závěrečný ceremoniál |

| Srpen              | 12. Čt | 13. Pá | 14. So | 15. Ne | 16. Po | 17. Út | 18. St | 19. Čt | 20. Pá | 21. So | 22. Ne | 23. Po | 24. Út | 25. St | 26. Čt | Finále |
| ------------------ | ------ | ------ | ------ | ------ | ------ | ------ | ------ | ------ | ------ | ------ | ------ | ------ | ------ | ------ | ------ | ------ |
| Ceremoniály        |        |        | UC     |        |        |        |        |        |        |        |        |        |        |        | ZC     |        |
| Atletika           |        |        |        |        |        | ●      | ●      | ●      |        | 12     | 12     | 12     |        |        |        | 36     |
| Badminton          |        |        |        | ●      | ●      | ●      | ●      | 2      |        |        |        |        |        |        |        | 2      |
| Basketbal          |        |        |        | ●      | ●      | ●      | ●      | ●      |        | ●      | ●      | 2      |        |        |        | 2      |
| Box                |        |        |        |        |        |        |        |        |        | ●      | ●      | ●      | ●      | 11     |        | 11     |
| Cyklistika         |        |        |        |        |        | ●      | ●      | ●      |        |        | 1      |        |        |        |        | 1      |
| Fotbal             | ●      | ●      |        | ●      | ●      |        | ●      | ●      |        | ●      | ●      | ●      | 1      | 1      |        | 2      |
| Gymnastika         |        |        |        |        | ●      | ●      | 1      | 1      | 2      | 5      | 5      |        |        | ●      | 2      | 16     |
| Házená             |        |        |        |        |        |        |        |        | ●      | ●      | ●      | ●      | ●      | 2      |        | 2      |
| Jachting           |        |        |        |        |        | ●      | ●      |        | ●      | ●      |        | ●      | ●      | 4      |        | 4      |
| Jezdectví          |        |        |        |        |        |        | ●      |        | 1      |        | ●      |        | 1      |        |        | 2      |
| Judo               |        |        |        |        |        |        |        |        |        | 3      | 3      | 2      |        | 1      |        | 9      |
| Kanoistika         |        |        |        |        |        |        |        |        |        | ●      | 3      |        | ●      | 3      |        | 6      |
| Lukostřelba        |        |        |        |        |        |        | ●      | 1      | 1      | 1      |        |        |        |        |        | 3      |
| Moderní pětiboj    |        |        |        |        |        |        |        |        |        | 1      | 1      |        | 1      |        |        | 3      |
| Plavání            |        |        |        | 3      | 8      | 4      | 7      | 3      | 9      |        |        |        |        |        |        | 34     |
| Pozemní hokej      |        |        |        |        | ●      | ●      | ●      | ●      | ●      | ●      | ●      | ●      | 1      | 1      |        | 2      |
| Skoky do vody      |        |        |        |        |        |        |        |        |        | 1      | 1      | 1      | 1      |        |        | 4      |
| Stolní tenis       |        |        |        |        |        |        |        |        |        | ●      | ●      | 2      | ●      | ●      | 1      | 3      |
| Střelba            |        |        |        |        |        |        |        |        |        |        | 1      | 1      | 1      | 1      |        | 4      |
| Šerm               |        |        |        | 2      | 2      | 2      | 1      |        |        |        |        |        |        |        |        | 7      |
| Taekwondo          |        |        |        | 2      | 2      | 2      | 2      | 2      |        |        |        |        |        |        |        | 10     |
| Tenis              |        |        |        | ●      | ●      | ●      | ●      | ●      | 1      | 3      |        |        |        |        |        | 4      |
| Triatlon           |        |        |        | 1      | 1      |        |        | 1      |        |        |        |        |        |        |        | 3      |
| Veslování          |        |        |        | ●      | ●      | ●      | 4      |        |        |        |        |        |        |        |        | 4      |
| Volejbal           |        |        |        |        |        |        |        |        |        | ●      | ●      | ●      | ●      | ●      | 2      | 2      |
| Vzpírání           |        |        |        | 2      | 2      | 3      | 3      | 1      |        |        |        |        |        |        |        | 11     |
| Zápas              |        |        |        | 5      | 4      | 5      |        |        |        |        |        |        |        |        |        | 14     |
| Celkem disciplín   |        |        |        | 15     | 19     | 16     | 18     | 11     | 14     | 26     | 27     | 20     | 6      | 26     | 3      | 201    |
| Kumulativní součet |        |        |        | 15     | 34     | 50     | 68     | 79     | 93     | 119    | 146    | 166    | 172    | 198    | 201    | 201    |
| Srpen              | 12. Čt | 13. Pá | 14. So | 15. Ne | 16. Po | 17. Út | 18. St | 19. Čt | 20. Pá | 21. So | 22. Ne | 23. Po | 24. Út | 25. St | 26. Čt | Finále |

## Pořadí národů
| Pořadí | Země              | Zlato | Stříbro | Bronz | Celkem |
| ------ | ----------------- | ----- | ------- | ----- | ------ |
| 1      | Čína (CHN)        | 30    | 16      | 5     | 51     |
| 2      | Rusko (RUS)       | 18    | 14      | 11    | 43     |
| 3      | Jižní Korea (KOR) | 11    | 4       | 4     | 19     |
| 4      | Ukrajina (UKR)    | 9     | 9       | 15    | 33     |
| —      | Smíšené družstvo  | 9     | 8       | 11    | 28     |
| 5      | Kuba (CUB)        | 9     | 3       | 2     | 14     |
| 6      | Austrálie (AUS)   | 8     | 13      | 8     | 29     |
| 7      | Japonsko (JPN)    | 8     | 5       | 3     | 16     |
| 8      | Maďarsko (HUN)    | 6     | 4       | 5     | 15     |
| 9      | Francie (FRA)     | 6     | 2       | 7     | 15     |
| 10     | Itálie (ITA)      | 5     | 9       | 5     | 19     |
| 36     | Česko (CZE)       | 1     | 2       | 3     | 6      |
| 62     | Singapur (SIN)    | 0     | 2       | 4     | 6      |

## Čeští medailisté
Zlaté medaile
- David Pulkrábek – judo, do 55 kg
- Jiří Veselý – tenis, čtyřhra (medaile není započítávána do pořadí národů)

Stříbrné medaile
- Gabriela Vognarová – střelba, 10 m vzduchová puška
- Pavlína Zástěrová – vodní slalom, kajak K1

Bronzové medaile
- Jaromír Mazgal – atletika, hod diskem
- Jiří Prskavec – vodní slalom, kajak K1
- Barbora Závadová – plavání, 200 m polohově